# Bases de Tacubaya
Bases de Tacubaya es el nombre que se dio a los acuerdos que firmaron, el 28 de septiembre de 1841, en la Ciudad de México, los generales Gabriel Valencia, Mariano Paredes y Arrillaga y Antonio López de Santa Anna, con el objetivo de derrocar al presidente mexicano Anastasio Bustamante, y desconocer a los cuatro poderes constitucionales del gobierno centralista.

## Antecedentes
La Constitución Federal de los Estados Unidos Mexicanos de 1824, fue modificada en 1835 por las Siete Leyes. Como resultado, el sistema federalista que contemplaba la Carta Magna se transformó en un sistema centralista. Adicionalmente a los poderes Ejecutivo, Legislativo y Judicial, se creó un cuarto poder llamado Supremo Poder Conservador, el cual residía en cinco integrantes quienes debían de haber sido presidentes o ministros. La función principal del Supremo Poder Conservador fue disuadir cualquier idea reformista que contraviniera a las bases establecidas.

## Pronunciamientos federalistas y firma de las Bases de Tacubaya
El régimen centralista que ejerció el gobierno de Bustamante fue protestado en varios estados de la república. Uno de ellos se produjo el 14 de abril de 1837 en San Luis Potosí con el grito "federación o muerte". Un plan federalista fue proclamado el 19 de julio de 1840 por Valentín Gómez Farías y José Urrea, el movimiento fue sometido y sus dirigentes encarcelados. Sin embargo, a principios de la década de 1840, Bustamante no pudo lograr que Sonora, Yucatán y California se sometieran al régimen centralista.  
En agosto de 1841, Mariano Paredes y Arrillaga se pronunció en Guadalajara, Antonio López de Santa Anna hizo lo propio en Perote y convergieron en La Ciudadela con el general Gabriel Valencia. El 28 de septiembre de 1841 firmaron las Bases de Tacubaya cuyo objetivo era deponer al presidente y a los cuatro poderes de su gobierno. Posteriormente se debería:
- Nombrar un presidente interino.
- Designar una Junta la cual convocaría a elecciones de diputados.
- Los diputados formarían un Congreso Constituyente para redactar una Carta Magna de régimen federalista.[3]

## Consecuencias
Nuevamente en el poder, Santa Anna instó a los diputados a evitar el federalismo. Mariano Otero, Juan Bautista Ceballos, José María Lafragua, Luis de la Rosa, Manuel González Ureña, Melchor Ocampo, Juan José Espinosa de los Monteros pugnaron por sus ideales federalistas. Al no poder convencerlos, Santa Anna se retiró a su hacienda en Manga del Clavo.  Nicolás Bravo asumió la presidencia, disolvió al Congreso y nombró a una nueva Junta Legislativa de 68 miembros. Con una República Popular Representativa se instituyeron las Bases de Organización Política de la República Mexicana, pero el régimen centralista persistió.
En 1844 Santa Anna volvió a ser presidente, durante este período la anexión de Texas a los Estados Unidos era inminente. Organizó una expedición para enfrentar a los texanos, pero el Congreso estadounidense pospuso su aprobación, y la expedición fue cancelada. El presupuesto entregado a Santa Anna no fue devuelto. Bajo un escándalo público, Mariano Paredes y Arrillaga se pronunció contra Santa Anna por no haber cumplido las Bases de Tacubaya ni las Bases de Organización Política. Santa Anna salió en contra de Paredes y nombró a Valentín Canalizo como presidente interino. Canalizo suspendió el orden constitucional y disolvió el Congreso. El 6 de diciembre de 1844 una revuelta bajo el lema "constitución y congreso" depuso a Canalizo. Los "decembristas" entregaron el gobierno a José Joaquín de Herrera.